# Маргрете Вестагер
Маргрете Вестагер Гансен (дан. Margrethe Vestager Hansen; нар. 13 квітня 1968, Глоструп, Данія) — данська політична діячка, яка представляє Соціал-ліберальну партію (дан. Radikale Venstre). Була членом парламенту (Фолькетингу) з 20 листопада 2001.

## Життєпис
У 1993 р. закінчила економічний факультет Університету Копенгагена.
У 21-річному віці вона приєдналася до главку і виконкому СЛП та стала членкинею Комітету з європейських справ.
Після отримання освіти Вестагер відразу стала головою партії, поки вона не стала міністром освіти та у справах церкви у 1998 році.
15 червня 2007 обрана головою парламентської групи її партії, замінивши Маріанну Джелвед.
3 жовтня 2011 Вестагер стала заступницею прем'єр-міністра та міністреркою з економічних та внутрішніх справ відповідно в уряді Хелле Торнінг-Шмідт.
З 1 листопада 2014 року — Європейська комісарка з питань конкуренції Єврокомісії Жана-Клода Юнкера.

## Європейська проблема з Google
20 квітня 2016 європейська комісарка з питань конкуренції Маргрете Вестагер пред'явила офіційні звинувачення компанії Google в зловживанні своїм домінуючим становищем над своєю операційною системою для смартфонів.
«Поведінка компанії Google обмежує широкий вибір споживачів мобільних додатків і сервісів, і стоїть на шляху інновацій інших гравців на ринку, в порушення антимонопольного законодавства ЄС», — підкреслила єврокомісарка.
«Ці правила застосовуються до всіх компаній, які працюють в Європі. Google тепер має можливість відповісти на питання комісії», — сказала Вестагер.
Єврокомісія стурбована тим, що Google заздалегідь встановлює пошук Google Search за замовчуванням або як ексклюзивний варіант на більшості пристроїв в Європі, що працюють на операційній системі Android, розробленій компанією.
Компанія також матеріально стимулює виробників пристроїв та мобільних операторів попередньо встановлювати пошук Google Search.
«На смартфони і планшети припадає більше половини світового інтернет-трафіку, і очікується ще більше в майбутньому. Близько 80 % смартфонів у Європі та у світі працюють на Android, мобільній операційній системі, розробленій компанією Google», — йдеться в заяві Єврокомісії.
У квітні 2015 року Єврокомісія висунула офіційні звинувачення проти американської корпорації Google в порушенні антимонопольних законів ЄС.
Як зазначається, компанія зловживала своїм домінуючим становищем на ринках для загального інтернет-пошуку послуг, системно надаючи перевагу і просуваючи власні товари.
Якщо Єврокомісія вирішить, що компанія Google порушила антимонопольні правила, компанію можуть оштрафувати на суму до 10 % річного обороту, який у 2014 році склав $66 мільярдів.

## Нагороди
- Орден «За заслуги» ІІ ступеня (Україна, 4 вересня 2023) — за вагомий особистий внесок у зміцнення міждержавного співробітництва, підтримку державного суверенітету та територіальної цілісності України, популяризацію Української держави у світі[8].